# Tricalamus menglaensis
Tricalamus menglaensis is een spinnensoort in de taxonomische indeling van de spleetwevers (Filistatidae).
Het dier behoort tot het geslacht Tricalamus. De wetenschappelijke naam van de soort werd voor het eerst geldig gepubliceerd in 1987 door Jia-Fu Wang.